# ランスロット・ブラウン
ランスロット・ブラウン （1715年から16年の生まれ [洗礼は1716年8月30日] -  1783年2月6日 ） ケイパビリティ・ブラウンというニックネームでより一般的に知られる、イギリスのランドスケープ・アーキテクト、風景式庭園の設計者。
「イギリス18世紀の芸術家のうち、正当な評価が最も遅れた人物」および「イギリス随一の庭師」として記憶され、170以上の庭園を設計。その多くはいまだ現存。ブラウンに『ケイパビリティ』というニックネームが付けられたのは、ブラウンは造園を依頼した地主たちに、彼らの所有地は「もっと素晴らしい庭園になる将来性(ケイパビリティ)がある」と言うのが口癖だったためである。 
世界遺産にもなっているブレナム宮殿を始め、チャッツワース・ハウス、ハイクレア・カースル、ウォリック城などを設計し、イギリスの庭園史に残る造園家である。
彼の影響力は非常に大きかったので、彼に先立ってチャールズ・ブリッジマンとウィリアム・ケントによってなされたイギリス式庭園への貢献がしばしば見落とされている。ケントの理解者ホレス・ウォルポールさえ、ケントの後継者が「非常に有能な造園家」であることを認めている。 

## 人物

### 幼少期とストウ
ブラウンは1716年、スコットランドとの境界に近いイングランド北東部のノーサンバランド、カークハールで土地管理人と女中の間の5人目の子供として生まれ、16歳までカンボの学校で教育を受けた。父ウィリアム・ブラウンはサー・ウィリアム・ロレインの土地管理人であり、母アーシュラ（旧姓ホール ）はカークハール・ホールに勤務していた。長兄ジョンは不動産鑑定士となり、後にウィリアム卿の娘と結婚。兄ジョージは石工建築家になった。ランスロットは学業を終えたあと、サー・ウィリアム・ロレインの屋敷であるカークハール・ホールの厨房用菜園で庭師の見習いとして23歳まで働いた。1739年に彼は南へと向かい、リンカンシャーの港町ボストンに滞在した。 そこからさらに内陸部へと足を向け、オックスフォードシャーのキディントン・ホールに人口湖を新設するという初のランドスケープの仕事を手に入れる。彼はサー・リチャード・グレンヴィルの屋敷であるバッキンガムシャーのウットン・アンダーウッド・ハウスに引っ越した。 

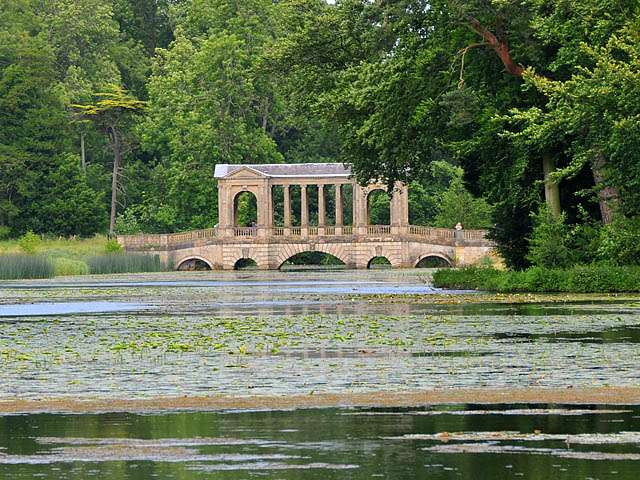
バッキンガムシャーのストウ庭園

1741年 バッキンガムシャーのストウ庭園 (Stowe Landscape Gardens)でブラウンは次席の庭師として領主コバム卿の園芸スタッフに加わり 、イギリスの新様式である風景式庭園を創始した造園家ウィリアム・ケントから様々な植物の知識や建築技術、土木工事といった大掛かりな技術までを学び、生来の才能に磨きをかけていく。
1742年26歳の時に彼は25ポンド（2019年の貨幣価値で3900ポンドに相当）年俸で正式に庭師頭に任命され、西ボイコットパビリオンで暮らす。ブラウンはストウで1742年から1750年まで庭師頭を務めた。ストウでは「ギリシャの谷」を作ったが、これは名前と裏腹に、地形と森林を抽象的に構成したものである。コバム卿は、自分の貴族仲間からフリーランスの仕事を受けることをブラウンに許し、おかげでブラウンは風景庭園の造園家として知られるようになった。イギリスの新しい様式である風景庭園の設計の担い手と見られたブラウンは、大地主たちの間で引く手あまたの存在となった。ブラウンの名が知られるようになっていた1751年に、ホレス・ウォルポールはウォリック城でのブラウンの仕事について、いささか軽んじるような筆致でこう記している。
「城はきわめて魅力的です。眺望は言葉に表せないくらい満足できました。敷地の端では、エイヴォン川が滝になって流れ下るようになっています。巧みな設計はブラウンなる者の手によるものですが、その下敷きになったのはケントおよびサウスコート氏が提供したいくつかのアイディアです」 
この時期から約十年はブラウンの黄金期ともいうべき時期で、彼は前述のブレナム宮殿やチャッツワース・ハウス、ペットワース・ハウス (Petworth House) などに代表される名庭園を次々と作り出していく。
1760年代には、彼は1件の仕事につき平均500ポンド（2019年の貨幣価値で68,800ポンド)、年収で6,000ポンド（2019年の貨幣価値で826,000ポンド）を稼ぎ出すようになっていた。乗馬の達人であったブラウンは、地所全体を見て大まかなプランを立てるのに1時間程度しか必要とせず、仕事が早かった。1764年、ブラウンはハンプトン・コート宮殿でジョン・グリーニングの後任として国王ジョージ3世の主任庭師に任命され、ウィルダネス・ハウスに暮らした。   1767年に彼はノーサンプトン伯爵からハンティンドンシャーのフェンスタントンで自分のための不動産を購入、1770年にケンブリッジシャーとハンティンドンシャーの名誉長官に任命されたが、実務のほとんどは息子のランスが遂行した。 

### 風景式庭園
ブラウンはイギリスで最高級のカントリーハウスや邸宅を囲む170を超える庭園を担当していたと推定されている。彼の作品は現存するものだけでもベルボア城 、Croome裁判所（庁舎の設計も担当、ブレナム宮殿、ウォリック城 、ヘアウッドハウス、アプルダークームハウス、ミルトン修道院（と、近くのミルトンアバス村)、キューガーデン、その他の多くの場所を手掛けている。 

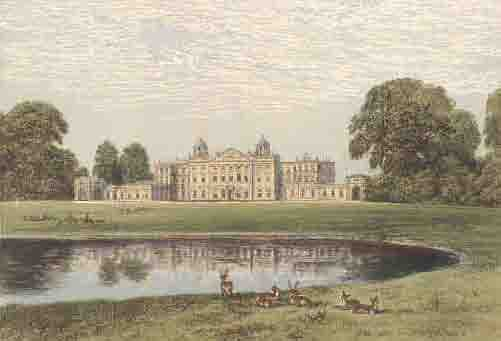
バドミントンハウス ：19世紀に全盛期を迎えたブラウン様式の風景庭園

なめらかにうねりながら邸の正面に達する草地、樹木の集中した植え込み、並木、単立する木の散在、小川を目に見えないように堰き止めることによって形成された蛇行する湖などは、イギリスの風景庭園における「特別な庭を造らない」新しいスタイルであり、これらの風景式庭園はそれ以前の幾何学式庭園の残滓をほぼ一掃した。 

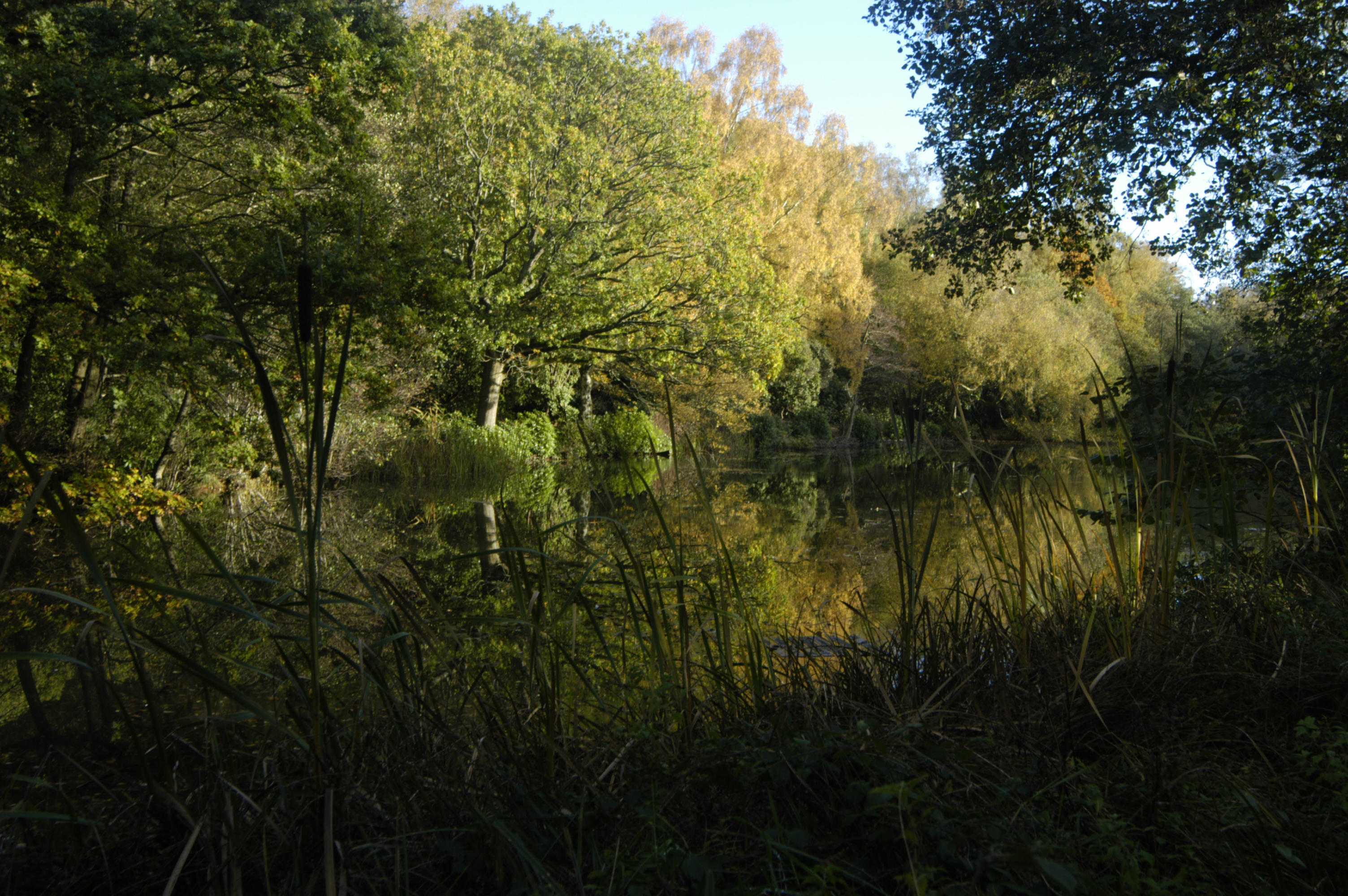
バークシャー州サンドルフォードのブラウンの池。 1781年からモンタギュー夫人の代理人としてサンドルフォードにいたブラウンが改造した、旧修道院の魚の池のひとつ

彼の設計する風景は当時のファッションの最前線にあった。それらは、先人たちの設計した庭園――1710年代から詩人のアレキサンダー・ポープらによって批判されるようになっていたイギリスの有名なフォーマル・ガーデン――とは根本的に異なっている。1719年から、ウィリアム・ケントがそれらをより自然な構成の庭園に作り替え始めていたが、この新様式はブラウンの風景庭園で洗練の極みに達したのである。 
ブラウンのパトロンたちは、ブラウンが設計した理想的な風景を自分たちが賛美・蒐集しているイタリアの風景画になぞらえた。その嚆矢となったのはストウヘッドの風景庭園についてのケネス・ウッドブリッジの評だが、実はこの庭園はブラウンが関わっていない「ブラウン流」のものであり、ブラウン自身は取り入れたことがない周遊式の散歩道が設けられている。 

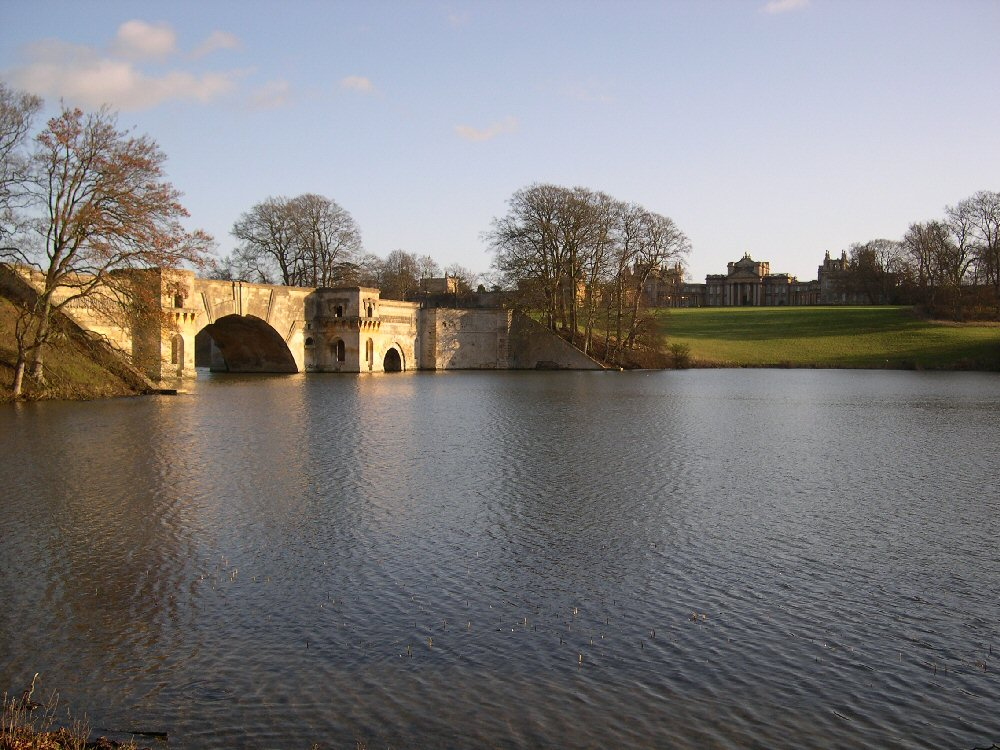
ブレナム宮殿 ブラウンは、 Vanbrughが手がけたGrand Bridgeの下を流れる細い川をせき止め、橋の構造の半分を水に沈めて改善を図った

#### 批判
ブラウンに最も批判的だったのは同時代の著述家ユーヴドール・プライスで 、彼はブラウンが好んで造作した樹木の集中的な植え込みを「同じ型でやたらに沢山作られたプディング」と呼んだ。   ブラウン流に造作されたロングリートの庭園からキャリアを始めたが自身のデザインはフォーマルな構造を持っている20世紀の造園家ラッセル・ペイジも、ブラウンを「素晴らしいフォーマル・ガーデンを無残に破壊し、芝生・植え込み・不格好な池や湖を安易に組み合わせたものに変えてしまうよう金持ちの顧客にアドバイスした」と批判した。   イギリスの詩人で風刺作家であるリチャード・オーウェン・ケンブリッジは、「改善される前の天国を見ることができるように」ブラウンより先に死にたいものだと言い放った。これはブラウンの仕事についての論争を反映している典型的な声明であった。そしてそれは過去200年にわたって続いてきた。対照的に、近年の歴史家であり作家であるRichard Bisgroveは、ブラウンのプロセスを「ここには木を配置し、そこには隠れた水源を配置するというように構成要素が念入りに組み合わされている。彼の様式は地面と樹木と水の造形的な可能性に注目するものであり、イギリスの風景に理想的な形を与えるものであった。問題は、彼より能力の劣る模倣者や庭を見る目のない人々が、彼の庭園の中に人工的に完成された自然を見るのではなく、これこそが自然そのままだと思い込んだことである」と述べた。  ブラウンのこうした巧みなタッチは同時代の人々にも認識されており、匿名の筆者によるブラウンの追悼記事は「彼の天才の性質は、作り手の名前が記憶されないような庭こそ本人が最も満足できるというものだった。ブラウンは自然を完璧に写し取ったので、それが彼の手になるものだとは気付かれないのである」と述べている。    1772年、 サー・ウィリアム・チェンバースは (ブラウンに名指しで言及したわけではないが)「最近の造園法」は「普通の野原とほとんど違いがなく、粗野な自然がそのまま模倣されている場合があまりに多い」と訴えた。

## 建築
ケイバビリティ・ブラウンは100点以上に及ぶ建築画を残しており、建築という分野における彼の業績は、イギリスのカントリーハウスとそれを取り巻く環境についての彼の統一的な見解が自然に結実したものと言える。 
 「ブラウンの手にかかると、かつては荘園全体を威圧的に支配するような存在だった邸は、画家の目を通して見られることを意図して念入りに構成された風景の不可欠な一部分となり、邸の設計は庭の設計と不可分なものとなった」 
 ハンフリー・レプトンは、ブラウンが「自分自身を建築家だと見なしていた」  と述べている が、ブラウンの建築家としての仕事は、ランドスケープのデザイナーとしての彼の高い評判の影に隠れがちである。もっともレプトンは、「彼が設計したいくつかの大邸宅やその他の建物は、快適さ、便利さ、趣味、デザインの妥当性の点で誰にも負けていない」と付け加えている。ブラウンの最初に手掛けたカントリーハウス関連のプロジェクトはウスターシャーで第6代コヴェントリー伯爵のために行ったクロームコートの改造（1751 - 52）で、これは裕福なアマチュアのサンダーソン・ミラーが描いたスケッチに基づいていた。  スタフォードシャーのフィッシャーウィック、サフォークのレッドグレイブホール、およびサリーのクレアモントでは、本邸以外の建物はゴシック様式の影響を受けている。ゴシック様式の厩舎や離れ屋、アーチ、庭園の装飾は彼のデザインの多くの特徴となっている。1771年から彼はマスタービルダーのヘンリー・ホランド、そしてヘンリーの息子ヘンリー・ホランドJrから技術的な面で援助を受けた。ホランドJrは徐々にブラウンとの完全な共同制作者となり、1773年にブラウンの娘と結婚した。 

## その後の評判

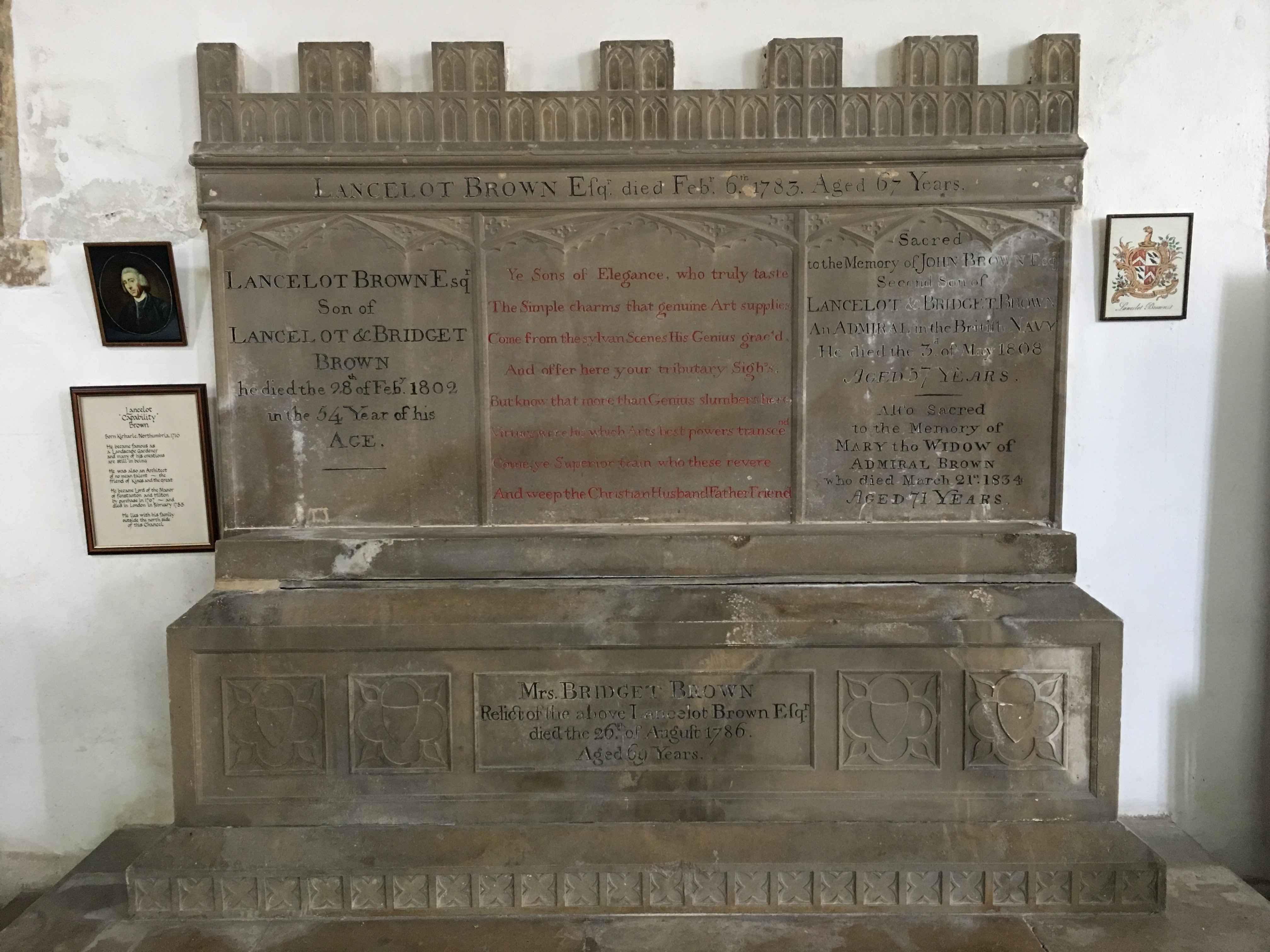
ケンブリッジシャー州フェンスタントンのセントピーター教会とセントポール教会のケーパビリティブラウン記念碑

ブラウンの評判は彼の死後急速に低下した。イギリスの風景庭園は、手つかずの自然に含まれる劇的な対立や畏敬の念を催させるような力感を再現できなかったからである。ブラウンのランドスケーピングの特徴である調和と平穏に対して反動が来るのは、避けがたい事態だった。ロマン派の世代（例えば、 リチャード・ペイン・ナイトとユーヴドール・プライス）が理想的な風景の条件とした崇高 [サブライム] な戦慄の感覚は、ブラウンが作り出した風景にはなかった。ロマン派世代が絵画的なインスピレーションの源泉としたのは古典派のクロード・ロラン ではなく、バロック画家のサルヴァトール・ローザであった。19世紀の間に彼は広く批判されたが、20世紀までに彼の評判は再び上昇した。Tom Turnerは、Christopher Husseyの The Picturesque（1927）におけるBrownの肯定的な説明に先行するMarie-Luise GotheinのHistory of Garden Art においてブラウンの才能が好意的に評価されたことがその原因だとしている。Dorothy Stroudは、ケイパビリティ・ブラウンに関する初の完全なモノグラフを作成、それまで伝統的にブラウン作とされてきた作品に加えて、カントリーハウスのエステートオフィスからの文書を根拠にブラウンの作品リストを拡充した。そしてウィリアム・ギルピンのような後のランドスケープアーキテクトは、ブラウンの「自然な曲線」がフランスの庭園で一般的であった直線と同じくらい人工的なものであったという意見を述べるようになった。   ナサニエル・ダンスによるブラウンの肖像画（1773年頃）は、ロンドンのナショナル・ポートレート・ギャラリーに収蔵されている。彼の作品はしばしばフランスのジャルダン ・ア・ラ ・フランセーズにおける大御所ランドスケープ・アーキテクトであるアンドレ・ル・ノートルと比較され、より好意的に評価されてきた。    そうして彼は「先行するどのランドスケープアーキテクトよりも金を稼ぎ、名誉を獲得し、より広い敷地面積を『改善』した」とされた。  
2016年にはブラウン生誕300周年を祝う祭りが開催された。 Capability Brown Festival 2016  では、ブラウンの作品に関する大量の新しい研究が発表され、祝賀の一部として英国中で500以上のイベントが開催された。  王立郵便局は2016年8月にブラウンを記念する一連のランドスケープの切手を発行 。 
The Gardens Trustは、 ヒストリック・イングランドからの支援を受けて、2017年10月にVulnerability Brown:Capability Brown Landscapes at Risk を出版し、これらの風景の存続が直面している問題と解決策を報告した。 
2018年5月29日火曜日の晩祷式の後、 Westminster Abbeyの回廊の中庭で、同大寺院の首席牧師であるJohn Hall猊下によって、Lancelot 'Capability' Brownに捧げる噴水が設置された。噴水は中庭に昔から存在する井戸の上に置かれている。この仕掛けは大寺院で　Surveyor of the Fabric を務めるPtolemy Deanによって設計され、庭師 Alan Titchmarshの助けを借りて造作された。噴水は彫刻家のBrian Turnerが制作した鉛製のものである。 

## 私生活

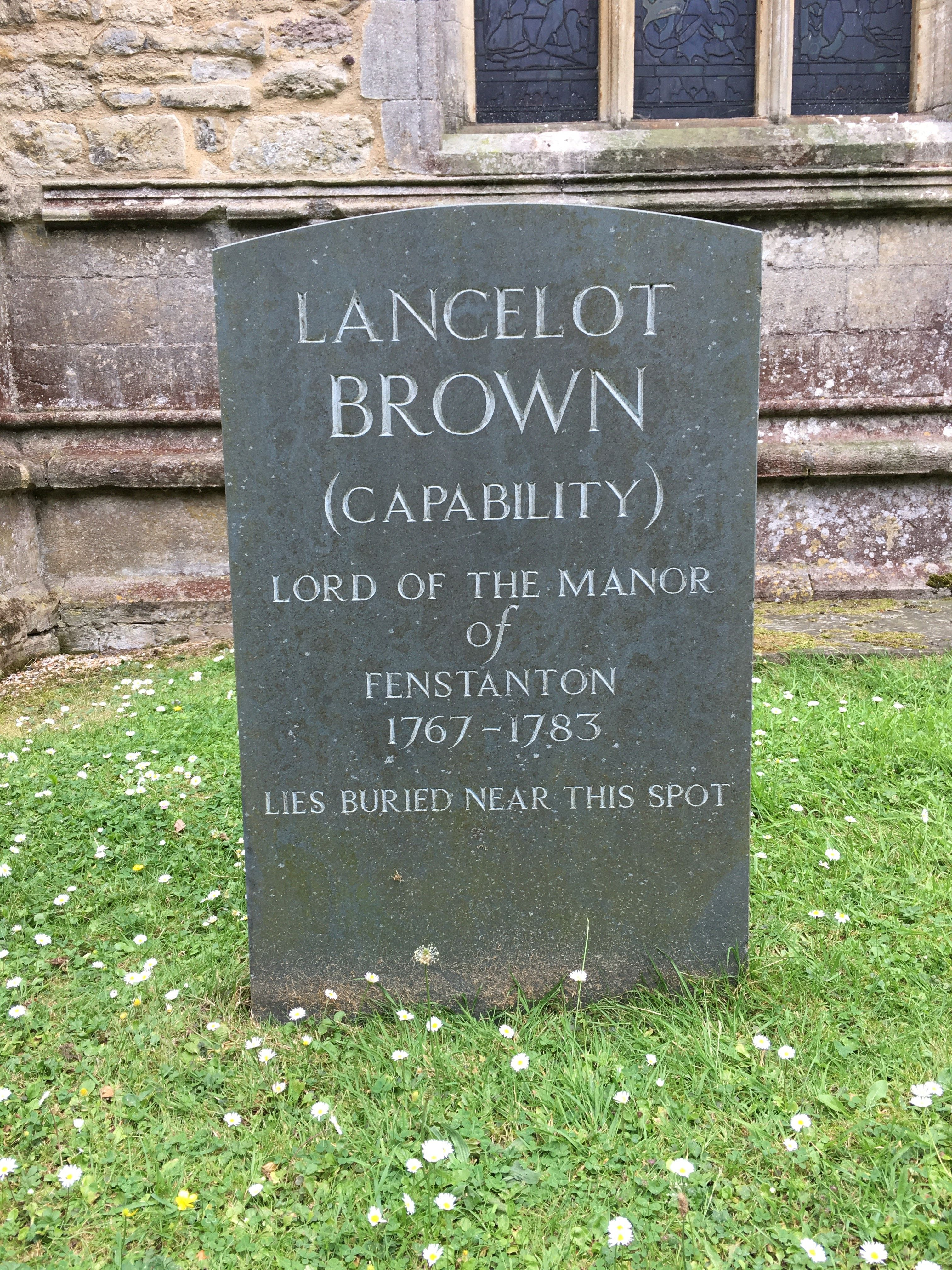
ケンブリッジシャー、フェンスタントンのセント・パーター・アンド・セント・ポール教会の墓地にあるケイパビリティ・ブラウンの墓

1744年11月22日、彼はリンカンシャー州ボストン出身のBridget Wayet（愛称Biddy）とストウの教区教会で結婚。   彼女の父親は協会の参事会員かつ地主で、親戚には不動産鑑定士と土木技師もいた。彼らは7人の子供を授かった：1746年生まれのブリジット、ランスロット（ランスとして知られている)、1751年生まれのジョン、1754年に生まれて間もなく死んだジョン、1756年に生まれて死んだアン、1758年生まれのマーガレット（ペギーとして知られている)、1761年生まれのトマス  である。1768年、彼はイーストアングリアのハンティンドンシャーにあるフェンスタントンの荘園をノーサンプトン卿から13,000ポンドで購入。これには2つの邸宅、2つの村、そして2,668エーカーの土地が付属していた。   この土地は、1870年代と1880年代に分割・売却されるまでブラウン家の地所だった。この土地を所有していたため、彼は1770年から1771年までの任期でハンティンドンシャーの名誉長官に立候補し、当選して務めることになった 。 彼は1783年2月6日、ロンドンのハートフォード通り6番地にある、娘のブリジット・ホランドの家の玄関先で突然倒れて亡くなるまで仕事と旅を続けた。 
Horace Walpoleは Lady Ossory に宛てた手紙の中で次のように書いている 。  「奥様、あなたの庭に住まう樹木の妖精たちは黒い手袋をはめねばなりません。妖精たちの義父、自然の女神の第二の夫が亡くなったのです！」ブラウンはフェンスタントン荘園にあるブラウンの小さな屋敷の教区教会であるセント・ピーター・アンド・セント・ポール教会の墓地に埋葬された。   彼はケンブリッジシャー、ハンティンドンシャー、リンカンシャーの地所を含めて約40,000ポンドの財産を残した。   長女ブリジットは建築家ヘンリー・ホランドと結婚した。ブラウンは息子2人をイートン・カレッジに送った。そのうちの一人、ランスロット・ブラウン二世はハンティンドン選出の国会議員になった。別の息子ジョンはイギリス海軍に入り、提督にまで昇進した。 

## 作品・庭園と公園
ケイパビリティブラウンの手掛けた屋敷や庭園の多くは、今でも訪れることができる。彼が設計または改修した風景庭園の部分的なリスト： 
30以上の庭園が一般公開されている。